# Le Val-Saint-Éloi
Le Val-Saint-Éloi település Franciaországban, Haute-Saône megyében. Lakosainak száma 95 fő (2022. január 1.). Le Val-Saint-Éloi Équevilley, Breurey-lès-Faverney, Flagy és Neurey-en-Vaux községekkel határos.

## Népesség
A település népességének változása:
| Lakosok száma | 102  | 99   | 100  | 99   | 98   | 97   | 97   | 95   |
|               | 2013 | 2015 | 2017 | 2018 | 2019 | 2020 | 2021 | 2022 |